# Ayer (Anniviers)
Ayer (toponimo francese) è una frazione di 700 abitanti del comune svizzero di Anniviers, nel Canton Vallese (distretto di Sierre).

## Geografia fisica
Ayer si trova al fondo della Val d'Anniviers ed è bagnato dal fiume Navizence.

## Storia

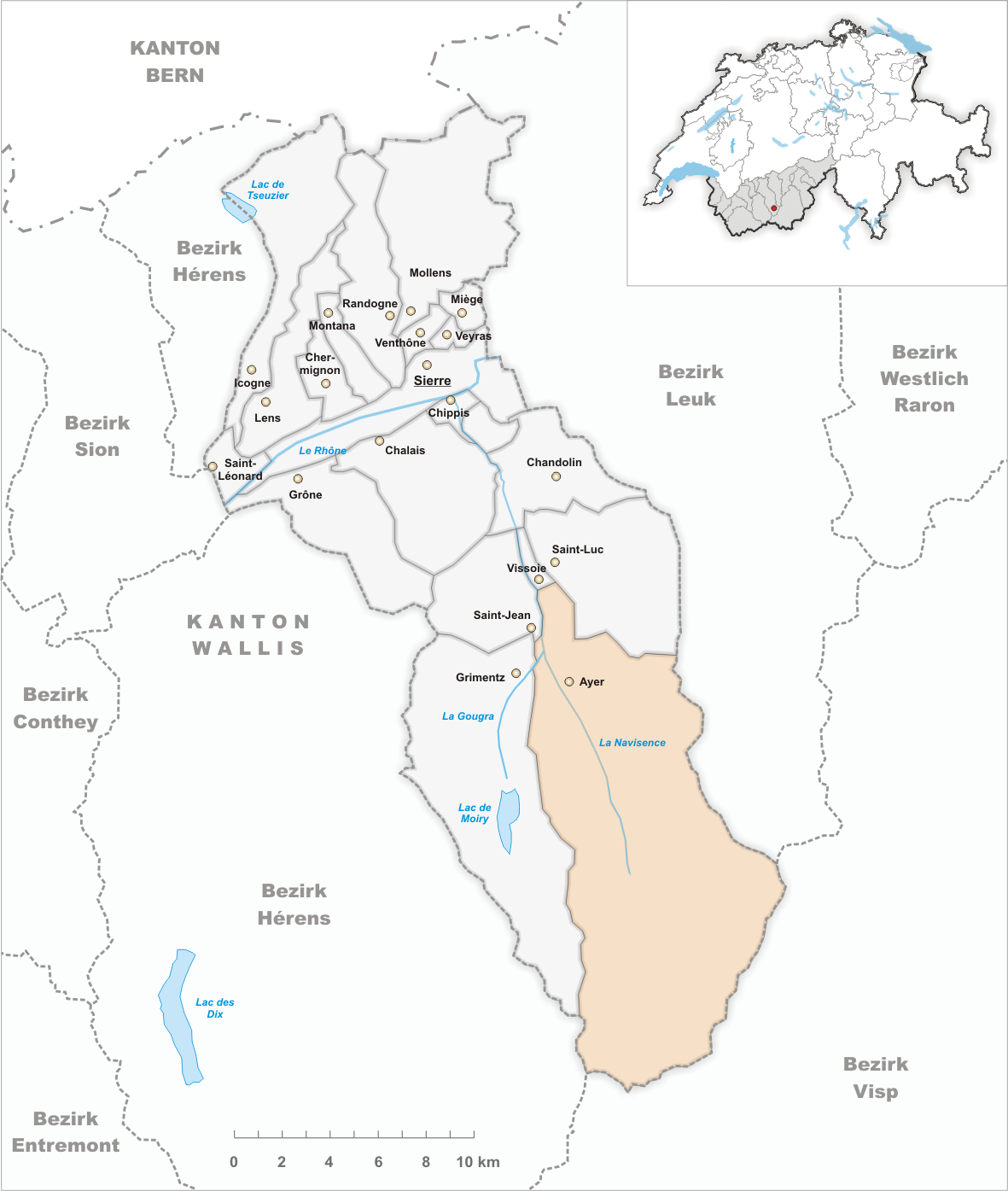
Il territorio del comune di Ayer prima degli accorpamenti comunali del 2009

Già comune autonomo, nel 1811 era stato accorpato al comune di Grimentz, dal quale tornò a separarsi nel 1824; fino al 1904 comprese parte della località di Vissoie, divenuta quell'anno comune autonomo. Si estendeva per 119,1 km² e comprendeva anche le frazioni di Cuimey, La Comba, Mission, Mottec e Zinal; nel 2009 è stato accorpato agli altri comuni soppressi di Chandolin, Grimentz, Saint-Jean, Saint-Luc e Vissoie per formare il nuovo comune di Anniviers.

## Monumenti e luoghi d'interesse
- Chiesa parrocchiale cattolica di Santa Maddalena in località Mission, eretta nel 1669[1].

## Società

### Evoluzione demografica
L'evoluzione demografica è riportata nella seguente tabella:
Abitanti censiti

## Amministrazione
Ogni famiglia originaria del luogo fa parte del cosiddetto comune patriziale e ha la responsabilità della manutenzione di ogni bene ricadente all'interno dei confini della frazione.